# Tossal Alt (Castellar de la Ribera)
|  | Aquest article tracta sobre el Tossalt Alt de Castellar de la Ribera. Vegeu-ne altres significats a «Tossal Alt (les Valls d'Aguilar)». |

El Tossal Alt és una muntanya de 671,4 metres que es troba entre els municipis de Bassella (la meitat de ponent de la muntanya) Castellar de la Ribera (la meitat de llevant). La línia divisòria entre aquests dos municipis i, per tant, entre les comarques de l'Alt Urgell i el Solsonès, passa pràcticament pel cim de la muntanya per bé que aquest es troba al terme municipal de Bassella.